# Тетраплатинапентаиттербий
Тетраплатинапентаиттербий — бинарное неорганическое соединение
платины и иттербия
с формулой Pt4Yb5,
кристаллы.

## Получение
- Сплавление стехиометрических количеств чистых веществ:

{\displaystyle {\mathsf {4\,Pt+5\,Yb\ {\xrightarrow {1400^{o}C}}\ Pt_{4}Yb_{5}}}}

## Физические свойства
Тетраплатинапентаиттербий образует кристаллы
ромбической сингонии,
пространственная группа P nma,
параметры ячейки a = 0,7390 нм, b = 1,4319 нм, c = 0,7506 нм, Z = 4
структура типа пентасамарийтетрагермания Ge4Sm5.
Соединение образуется по перитектической реакции при температуре ≈1400 °C .